# 2 Timoteo 4

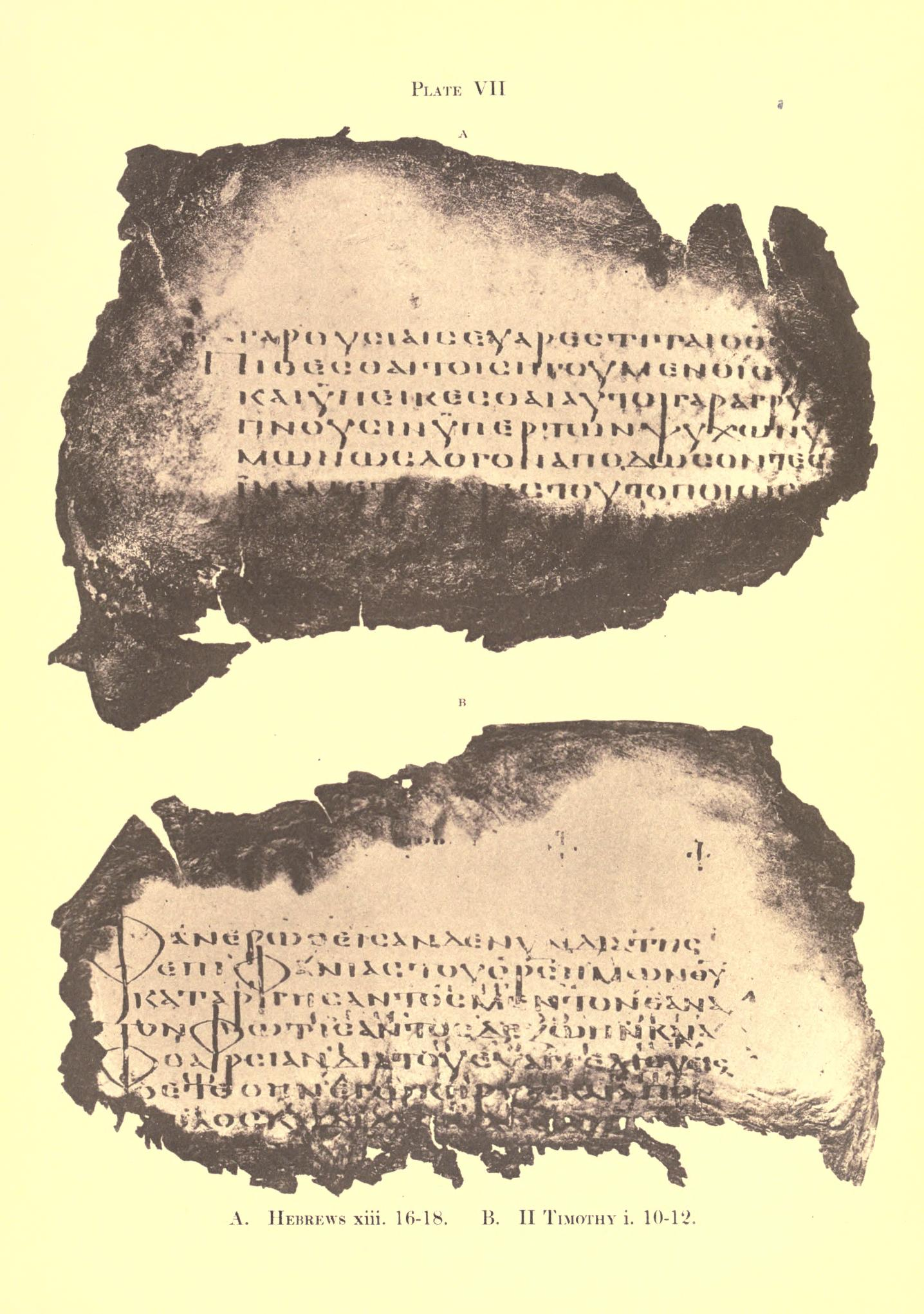
Parte de la Segunda Epístola a Timóteo en el Codex Freerianus

 2 Timoteo 4 es el primer capítulo de la Segunda epístola a Timoteo, y se suele abreviar como «2 Tim. 4». que es uno de los veintisiete libros que conforman el Nuevo Testamento cristiano que forma un grupo homogéneo con la Primera epístola a Timoteo y la epístola a Tito. Así mismo, es una de las trece epístolas atribuidas, por la tradición, a Pablo de Tarso.
Su estilo y vocabulario son diferentes de los demás escritos paulinos por lo que la mayoría de los teólogos consideran que no fueron escritas por el apóstol Pablo o que no fue él mismo quien les dio su forma literaria, sino alguno de sus discípulos. Es probable que se encuentre entre las primeras de las cartas de Pablo, escritas probablemente a finales del año 52 d. C. Las catorce epístolas de Pablo de Tarso se dividen tradicionalmente en siete mayores y siete menores, en razón de su longitud e importancia.

## Manuscritos antiguos supervivientes
.

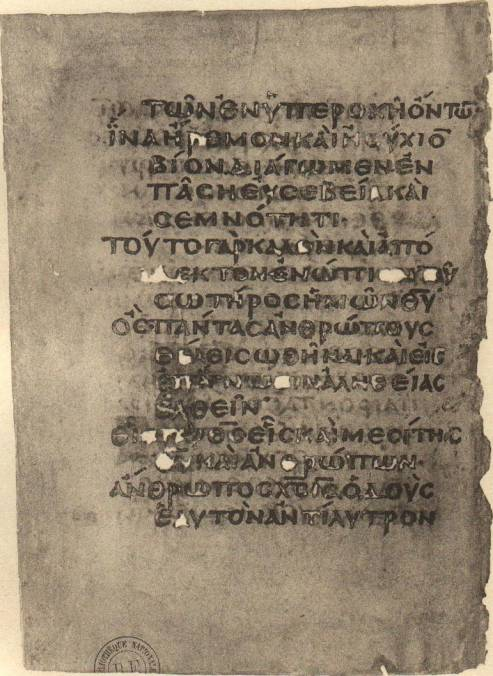
Fragmentos que muestran 1 Timoteo 2:2-6 en el Codex Coislinianus, de hacia 550 d. C.

El manuscrito original en griego koiné se ha perdido, y las texto de las copias supervivientes varían.
El primer escrito conocido de 1 Timoteo se ha encontrado en el Papiros de Oxirrinco 5259, designado P133, en 2017. Procede de una hoja de un códice datado en el siglo III (330-360). Otros manuscritos antiguos que contienen parte o la totalidad del texto de este libro son:
- Codex Alexandrinus (400-440)
- Codex Ephraemi Rescriptus (c. 450)
- Codex Freerianus (c. 450)
- Uncial 061 (c. 450)
- Codex Claromontanus (c. 550)
- Codex Coislinianus (c. 550)
- Uncial 0262 (siglo VII)[8]

## Contenido
- 1 Perseverancia en la predicación. Versículos 1-5.
- 2 El galardón de la fidelidad. Versículos 6-8

Recomendaciones finales
- 3 Noticias y encargos. Versículos 9-18.
- 4 Saludos y despedida. Versículos 19-22.

### Perseverancia en la predicación. Versículos 1-5
1-En la presencia de Dios y de Cristo Jesús, que va a juzgar a vivos y muertos, por su manifestación y por su reino, te advierto seriamente: 
2-predica la palabra, insiste con ocasión y sin ella, reprende, reprocha y exhorta siempre con paciencia y doctrina. 
3-Pues vendrá un tiempo en que no soportarán la sana doctrina, sino que se rodearán de maestros a la medida de sus pasiones para halagarse el oído. 
4-Cerrarán sus oídos a la verdad y se volverán a los mitos. 
5-Pero tú sé sobrio en todo, sé recio en el sufrimiento, esfuérzate en la propagación del Evangelio, cumple perfectamente tu ministerio.

#### Comentarios
El tono solemne de la exhortación se subraya con una fórmula de gran seriedad, similar a las usadas en los protocolos de sucesión del mundo grecorromano, que imponían a los herederos la obligación de cumplir estrictamente la voluntad del testador: Te advierto seriamente o te conjuro. Esta expresión resalta la importancia y el carácter ineludible de la misión encomendada. En este caso, la predicación del Evangelio (v. 2) se presenta como una responsabilidad fundamental para quien lidera una comunidad cristiana, ya que implica ser fiel al mensaje recibido y garantizar su transmisión íntegra y auténtica.
Así lo pone de manifiesto el Concilio Vaticano II: 

Entre los oficios principales de los Obispos se destaca la predicación del Evangelio. Porque los Obispos son los pregoneros de la fe que ganan nuevos discípulos para Cristo y son los maestros auténticos, es decir, herederos de la autoridad de Cristo, que predican al pueblo que les ha sido encomendado la fe que ha de creerse y ha de aplicarse a la vida, la ilustran con la luz del Espíritu Santo, extrayendo del tesoro de la Revelación las cosas nuevas y las cosas viejas (cfr Mt 13,52), la hacen fructificar y con vigilancia apartan de la grey los errores que la amenazan (cfr 2 Tm 4,1-4).

Las palabras del Apóstol están llenas de prudencia y sabiduría, de ahí que en la tradición cristiana se hayan tomado como una referencia segura en la tarea de orientar a los demás. Así, por ejemplo, escribe San Benito: 

En su gobierno debe el abad observar siempre aquella norma del Apóstol que dice: reprende, reprocha, exhorta; es decir, que combinando tiempos y circunstancias, y el rigor con la dulzura, muestre la severidad del maestro y el piadoso afecto del padre.

### El galardón de la fidelidad. Versículos 6-8
6-Pues yo estoy a punto de derramar mi sangre en sacrificio, y el momento de mi partida es inminente. 
7-He peleado el noble combate, he alcanzado la meta, he guardado la fe. 
8-Por lo demás, me está reservada la merecida corona que el Señor, el Justo Juez, me entregará aquel día; y no sólo a mí, sino también a todos los que han deseado con amor su venida.

#### Comentarios
Ante la cercanía de su muerte, Pablo expresa que esta debe entenderse como una ofrenda a Dios, comparándola con las libaciones derramadas sobre los sacrificios en el culto judío. Describe la vida cristiana como una especie de competición espiritual, donde Dios es tanto espectador como juez, destacando el esfuerzo y la perseverancia en la fe. Su esperanza en la vida eterna no es exclusiva para él, sino un horizonte prometido a todos los que permanecen fieles y anhelan con amor la venida de Cristo: 

Nosotros que conocemos los gozos eternos de la patria celestial, debemos darnos prisa para acercarnos a ella.

### Noticias y encargos. Versículos 9-18
9-Apresúrate a venir cuanto antes, 
10-pues Demas me abandonó por amor de este mundo y se marchó a Tesalónica; Crescente, a Galacia; Tito, a Dalmacia; 
11-sólo Lucas está conmigo. Toma a Marcos y tráelo contigo, porque me es útil para el ministerio. 
12-A Tíquico lo mandé a Éfeso. 
13-Cuando vengas, trae la capa que me dejé en Tróade, en casa de Carpo, y los libros, sobre todo los de pergamino. 
14-Alejandro, el herrero, me ha ocasionado muchos males. El Señor le pagará de acuerdo con sus obras. 
15-Tú, ten cuidado con él, pues se ha opuesto obstinadamente a nuestras palabras. 
16-Nadie me apoyó en mi primera defensa, sino que todos me abandonaron: ¡que no les sea tenido en cuenta! 
17-Pero el Señor me asistió y me fortaleció para que, por medio de mí, se proclamara plenamente el mensaje y lo oyeran todos los gentiles. Y fui librado de la boca del león. 
18-El Señor me librará de toda obra mala y me salvará para su reino celestial. A Él la gloria por los siglos de los siglos. Amén.

#### Comentarios
La sección final de la carta refleja con cercanía y profundidad el estado de ánimo de Pablo, quien se encuentra a las puertas del martirio. Sus menciones a numerosos discípulos evidencian su grandeza de espíritu: trabajó con todos, aunque algunos lo decepcionaron, mientras que la mayoría permaneció fiel. De varios de ellos se tiene información gracias a los Hechos de los Apóstoles y otras epístolas; de otros, solo se conoce lo que aquí se menciona. En cualquier caso, todos estaban presentes en el corazón de Pablo, quien se dedicó plenamente a los demás, buscando su salvación: “Me hice todo para todos, para salvar a algunos a toda costa” (1 Co 9,22).

### Saludos y despedida. Versículos 19-22
19-Saluda a Prisca y Aquila, y a la familia de Onesíforo. 
20-Erasto se quedó en Corinto. A Trófimo lo dejé enfermo en Mileto. 
21-Apresúrate a venir antes del invierno. Te saludan Eúbulo, Pudente, Lino, Claudia y todos los hermanos. 
22-El Señor esté con tu espíritu. La gracia esté con vosotros.

#### Comentario
La frase “El Señor esté con tu espíritu” (v. 22), utilizada como despedida, pide la protección, ayuda y bendición divinas. Aunque esta expresión puede entenderse como equivalente a “El Señor esté contigo”, algunos Padres de la Iglesia sugirieron que, en este contexto, podría aludir a la gracia conferida en el sacramento del Orden. Así, Pablo encomienda a Timoteo al auxilio divino para fortalecer su misión pastoral.